# Jakob Vetter

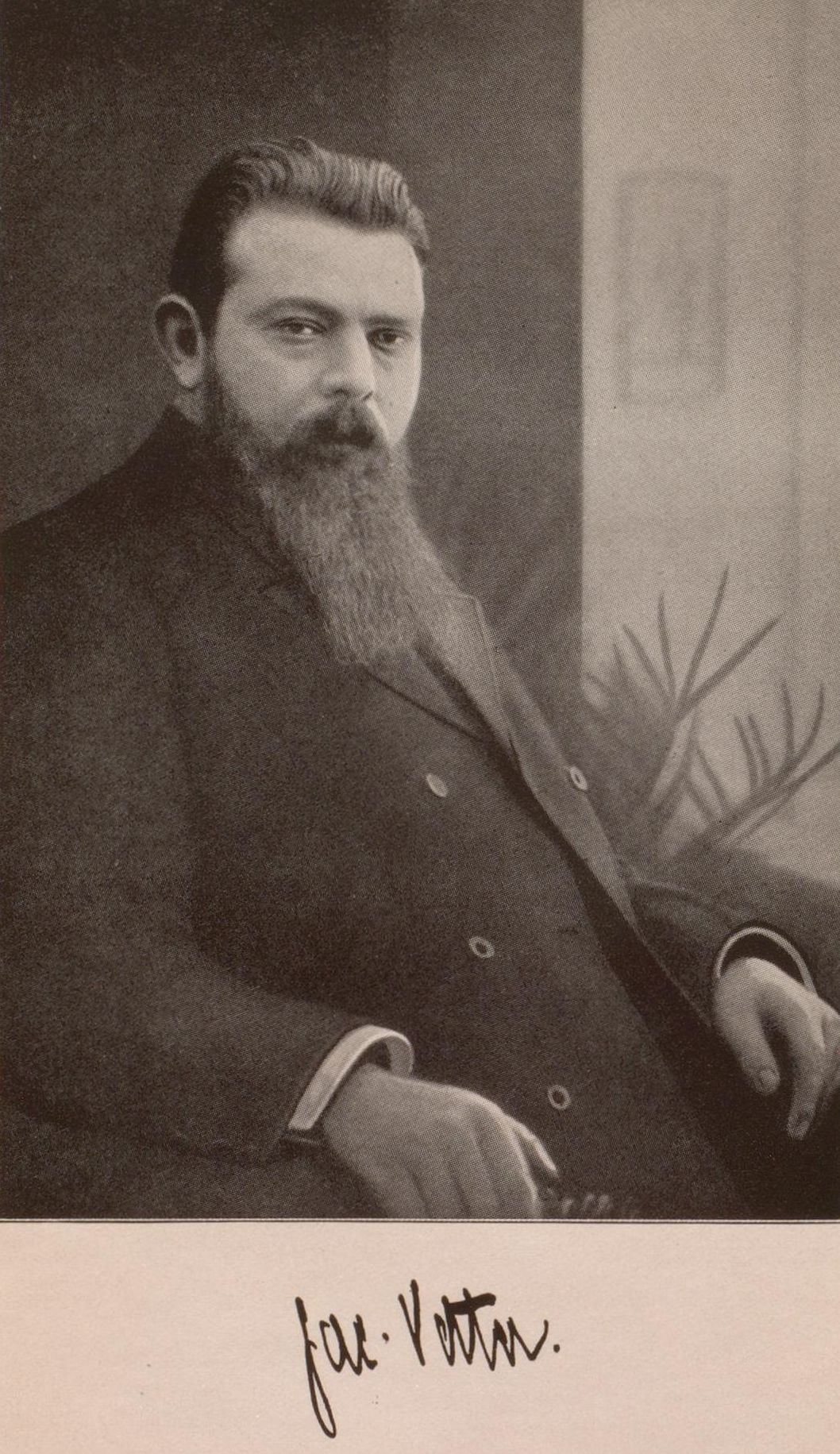
Porträtfoto von Jakob Vetter

Jakob Vetter (* 23. November 1872 in Worms; † 13. Dezember 1918 in Riehen) war ein deutscher Erweckungsprediger und Begründer der Deutschen Zeltmission. 

## Leben und Wirken
Zunächst erlernte Vetter den Beruf eines Schneiders. In dieser Zeit kam es zu einem religiösen Interesse, das in religiösen Kreisen „Erweckung“ genannt wurde. Durch das Lesen von Predigten von Ludwig Hofacker kam es zu einer weiteren Vertiefung dieses geistlichen Lebens. Er fühlte sich zum Predigtdienst berufen, so dass er für vier Jahre in St. Chrischona bei Basel eine Predigerausbildung absolvierte. Nach eigenem Bekunden wurde er durch Carl Heinrich Rappard, Otto Stockmayer, Hudson Taylor und Samuel Zeller beeinflusst.
Er zog sich bereits in dieser Zeit eine Lungentuberkulose zu. Durch Elias Schrenk wurde er zum Evangelisten berufen.
Vetters Evangelisationsdienst in der hessischen Wetterau wurde nur durch zwei Reisen nach Großbritannien unterbrochen. 1899 unternahm Vetter eine Reise nach London, wo er von den Erfolgen des Predigers Charles Haddon Spurgeon und dem Werk des Gründers der Heilsarmee, General William Booth beeindruckt wurde. Nachdem Vetter 1905 aus Wales wieder zurückgekehrt war, nahm er – zusammen mit Martin Girkon und Ernst Modersohn – an der Mülheimer Erweckung teil.
Vetters Ideen einer Zeltmission nahmen nach längeren Diskussionen mit Otto Stockmayer Formen an und 1902 wurde daraufhin die Deutsche Zeltmission gegründet; deren Zentrum entstand im Erholungsheim Patmos bei Geisweid (Kreis Siegen).
Am 28. September 1906 heiratete er Maria Baumann aus Riehen in der Schweiz, als Schüler deren Vaters er sich in Sachen der heiligen Schrift ansah.
Jakob Vetter starb 1918 im Alter von 46 Jahren. Sein Grab auf dem Riehener Gottesacker besteht bis heute.

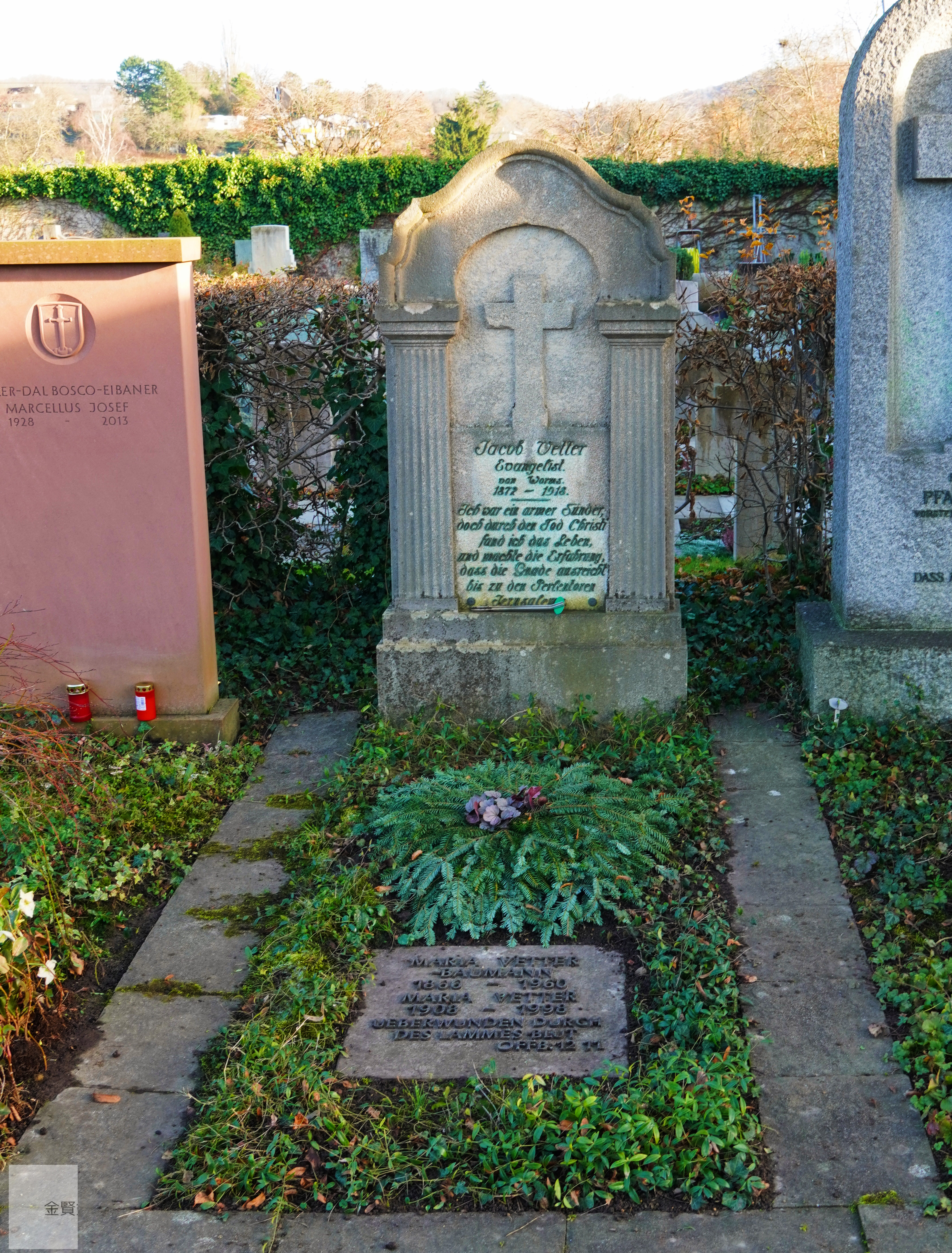
Grabstein von Jacob Vetter auf dem Gottesacker Riehen

## Werke (Auswahl)
Vetter gab insgesamt etwa 50 Bücher und Schriften heraus.
- Das Heilige Blut. Deutsche Zeltmission 1915
- Gottes Fußspuren in der Zeltmission. Deutsche Zeltmission 1907
- Freie Gnade in Christo, Evangelisationsreden, P. Ott, Gotha 1903
- Sieges-Lieder für die Versammlungen der Deutschen Zelt-Mission. 1. Auflage 1905, 18. Auflage 1936
- Warum ich die Lehre von der Wiederbringung aller Dinge ablehne. 1917
- Höchstes Glück auf Erden – Gemeinschaft mit Gott und der Weg zu ihr. 2. Aufl. Verlag Linea, Bad Wildbad 2007, ISBN 978-3-939075-21-9